# ジーザス13th -喪失われた学園-
『ジーザス13th -喪失われた学園-』（ジーザスサーティーンス -うしなわれたがくえん-）は、2013年5月31日にザウスより発売された18禁学園秘蹟アドベンチャーゲーム作品。

## システム
主にキャラクター同士の会話で物語が進み、選択肢では何を選ぶかによって以後の物語に影響を及ぼす。「戦略パート」、「戦闘パート」は、今作はない。

## ストーリー
エネルギー資源の枯渇をきっかけに起きた失楽園戦争により、人口は半数にまで減っていた。
世界中から優秀な人材が集まるわだつみ学園を中心とする学園都市は、そんな世界とは対照的な雰囲気を醸していた。
青年・小碓蒔梛は祖父と名乗る男性から弁護士を通じてわだつみ学園に編入するようもとめられた。
その祖父が謎の死を遂げ、蒔梛は理事長代行を務めることになった。

## 登場人物
小碓蒔梛（おうす まきな）
本作の主人公。あることが原因で親に捨てられ、養護施設で育ってきた。
祖父であるアルマータの死がきっかけで、わだつみ学園に編入し、理事長代行を務める傍ら真珠姫を目指す。
クリスティーナ・サンチェス・デ・サラサーテ
声：香澄りょう
先代真珠姫の王子である女子生徒。愛称はクリス。蒔梛をサポートする。
海老原珊瑚
声:shizuku
蒔梛の補佐役を務める少女。関心のない学科の成績は悪いものの、頭が悪いわけではない。
ソフィア・ローラン・メギストス
声：佐倉江美
アルマータの養女であるフランス人の少女で、蒔梛の義理の叔母。ソロリティの副幹を務めており、珊瑚からは恐れられている他クリスとは警戒し合っている。いつも黒猫のクーを連れている。
激情を抑えようとして人を寄せ付けない態度をとる。
西園寺菫
声：美空なつひ
アマナーグループの中でも大きな権限を持つ西園寺財閥の令嬢にして真珠姫候補。真面目で努力家。
メリッサ・ダルトン
声：嵐子
菫の幼馴染にして補佐役。
香山小百合
声：椎名ヨオコ
アルマータ変死事件を追う刑事。
デビッド・アルマータ
声：間寺司
わだつみ学園理事長にして、蒔梛の祖父にあたる。
小崎栄次郎
声：錦鯉
アルマータの執事。ギョロ目と大きな鼻が特徴だが、これは風土病によるものである。
高城朱里
声：高宮颯太
蒔梛たちのクラスの担任。
久我山蒼
先代真珠姫で、物語開始時の時点で行方不明になっている。
疋田守
声：天ノ良晴
フラタニティの一員。蒼に忠誠を誓っており、蒔梛のことを宜しく思っていない。
吉岡忠志
声：塚崎扇
香山の部下。

## 企業・組織
わだつみ学園
房総半島の八戸浦市に存在する学園都市にある教育機関。
スカウトマンからスカウトを受け、さらに試験に合格することで入学できるスカウトマン制度を持っている。
アマナーグループ
あらゆる分野において世界を支配する企業グループで、わだつみ学園出身者が多い。

## 用語
真珠姫
わだつみ学園のトップにあたる人物。
理事長から認可を受けた者が秘蹟と呼ばれる試験に通ることで真珠姫になることができる。
ソロリティ
真珠姫が選んだ生徒たちによる組織で、学園の運営に携わる。
フラタニティ
真珠姫が選んだ生徒たちによる組織で、真珠姫の護衛を務める。こちらのリーダーは"王子"と呼ばれており、人事権も王子が持っている。

## 音楽
- BGM 蔦石奈耶
- 主題歌　
  1. 『Jesus on the waves』蔦石奈耶 feat. あんず
  2. 『Dear My Jesus』歌：ひうらまさこ
作詞：みなみ透子、作曲：飯塚博
  3. 『Re;Start Wings-夢見る明日へ-』歌：川村ゆみ
作詞：吉田ユースケ&KIIK（Kenichi,Kunio）、作曲：KIIK（Kenichi,Kunio）、編曲：飯塚博

## スタッフ
- 原作：加藤直樹
- 原画：メシ、おらんげ